# Nothocissus penninervis
Nothocissus penninervis är en vinväxtart som först beskrevs av F. Müll., och fick sitt nu gällande namn av Latiff. Nothocissus penninervis ingår i släktet Nothocissus och familjen vinväxter. Inga underarter finns listade i Catalogue of Life.